# Ruthton
La ville américaine de Ruthton est située dans le comté de Pipestone, dans l’État du Minnesota. Lors du recensement de 2010, elle comptait 241 habitants.

## Source
- (en) Cet article est partiellement ou en totalité issu de l’article de Wikipédia en anglais intitulé « Ruthton, Minnesota » (voir la liste des auteurs).